# Ermelo (Sudafrica)
Ermelo è un centro abitato del Sudafrica, situato nella provincia dello Mpumalanga.